# Saint-Genès-de-Castillon
 Saint-Genès-de-Castillon  là một xã thuộc tỉnh Gironde trong vùng Aquitaine tây nam nước Pháp. Xã này nằm ở khu vực có độ cao trung bình 79 mét trên mực nước biển.